# Cucullia benderi
Cucullia benderi är en fjärilsart som beskrevs av Charles Boursin 1963. Cucullia benderi ingår i släktet Cucullia och familjen nattflyn. Inga underarter finns listade i Catalogue of Life.